# 몬테미냐이오
몬테미냐이오(이탈리아어: Montemignaio)는 이탈리아 토스카나주 아레초도에 있는 코무네이다. 피렌체에서 동쪽 30km, 아레초에서 북서쪽 35km 거리에 있다.